# Benedetto Viale Prelà
Benedetto Viale Prelà (Bastia, 25 gennaio 1796 – Roma, 27 marzo 1874) è stato un medico italiano.

## Biografia

### Origini familiari e studi medici
Benedetto Viale nacque a Bastia, in Corsica, il 25 gennaio 1796. Figlio di Paolo Agostino e fratello di Salvatore (1787, scrittore e magistrato) e di Michele (1799, Cardinale e Arcivescovo di Bologna). Incoraggiato allo studio della medicina dallo zio materno Tommaso Prelà, archiatra di papa Pio VII, si trasferì giovinetto a Roma per intraprendere tali studi. Scampato per poco alla morte nel 1817, durante una epidemia di tifo che colpì violentemente l'Arcispedale di Santo Spirito in Saxia in cui Viale Prelà stava muovendo i suoi primi passi come medico, per le sue qualità ("la svegliatezza del suo ingegno, la fermezza del suo carattere, e la squisitezza della sua educazione") divenne prima allievo e poi "assistente di clinica" di Giuseppe De Matthaeis.

### Carriera medica e universitaria
Vinto da Viale Prelà un concorso come "primario degli Ospedali", De Matthaeis volle che egli divenisse prima suo supplente e poi suo successore, nel 1852, sulla cattedra di clinica medica dell'allora Università Pontificia de La Sapienza. Pioniere del metodo anatomo clinico nella pratica medica e nell'insegnamento, ebbe a sua volta come allievo e successore il grande medico e politico Guido Baccelli. Divenuto membro del Collegio medico chirurgico di Roma e della Congregazione speciale di sanità, Viale Prelà fu in seguito nominato archiatra di Papa Pio IX e direttore del manicomio romano di Santa Maria della Pietà, dove "fece ogni suo sforzo per migliorare la sorte di quei miserelli" che vi erano rinchiusi.

### Altri interessi scientifici e ruolo nella Accademia Pontificia dei Nuovi Lincei
Oltre agli interessi medici, Viale Prelà coltivò a lungo un grande interesse per la chimica che in quell'epoca viveva una straordinaria fioritura. Egli ne esplorò le applicazioni alle scienze biologiche, come nel caso delle sue ricerche sulla presenza del ferro nelle urine e nel sudore, all'idrologia (ricerca dello iodio nelle acque minerali potabili) e perfino all'archeologia (ricerche sul belletto trovato nelle tombe etrusche dell'antico Vulsinio). Grazie a queste sue numerose e poliedriche benemerenze scientifiche, Viale Prelà, nel 1847, fu nominato membro onorario della Accademia Pontificia dei Nuovi Lincei appena istituita da Pio IX. Divenutone Socio ordinario nel 1854, ne fu anche Presidente per tre mandati, dal 1867 al 1873.

### Ultima malattia e morte

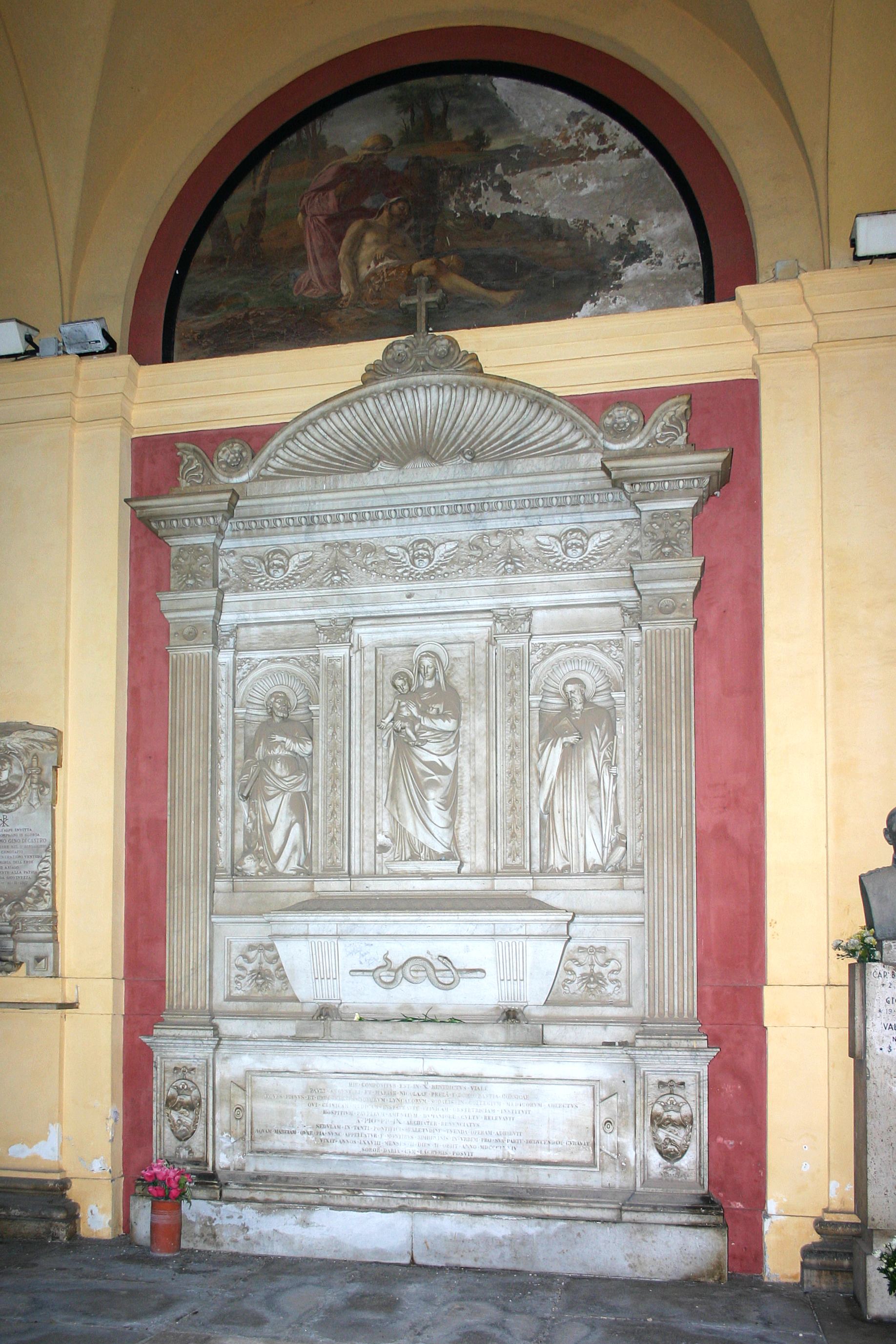
Tomba di Benedetto Viale Prelà nel Cimitero del Verano a Roma

Benedetto Viale Prelà morì a Roma il 27 marzo 1874, a causa di un grave enfisema a cui lo avevano portato anni di problemi broncopolmonari. Fu sepolto in una tomba monumentale ancora ben visibile nel lato nord del Quadriportico del Cimitero del Verano a Roma.

### Memoria
Una scritta su un muro dell'Ospedale di San Giacomo degli Incurabili di Roma, di cui fu medico primario, ne ricorda la carità di 6.500 lire a beneficio dei poveri.

## Scritti principali[6]
- Sull'ammoniaca nella respirazione (1852)
- Praelectiones clinicarum (1854)
- Del ferro nelle urine normali, e nel sudore (1854)
- Nuove modificazioni al metodo di Gaultier per disvelare lo iodo dalle sue combinazioni (1855)
- Sulla natura degli aromi nelle piante (1855)
- L'ammoniaca nella respirazione (1855)
- Sulle acque albule presso Tivoli: analisi chimica (insieme a Vincenzo Latini) (1857)
- Rapporto intorno ad alcuni nuovi metodi per estrarre l'alcool, e fabbricare il vino (1857)
- Sul belletto trovato nelle tombe etrusche dell'antico Vulsinio (1858)
- Rapporto statistico del Manicomio di S.Maria della Pietà di Roma per gli anni 1861 e 1862 (1864)
- Sulla causa del diluvio universale. Memoria (1873)